# Zhaoren (häradshuvudort i Kina, Shaanxi, lat 35,21, long 107,79)
Zhaoren (kinesiska: 昭仁, 长武县) är en häradshuvudort i Kina. Den ligger i provinsen Shaanxi, i den nordvästra delen av landet, omkring 150 kilometer nordväst om provinshuvudstaden Xi'an. Antalet invånare är 167 570. Befolkningen består av 78 061 kvinnor och 89 509 män. Barn under 15 år utgör 16,0 %, vuxna 15-64 år 75 %, och äldre över 65 år 8,0 %.
Runt Zhaoren är det tätbefolkat, med 257 invånare per kvadratkilometer. Det finns inga andra samhällen i närheten. Trakten runt Zhaoren består till största delen av jordbruksmark.
Genomsnittlig årsnederbörd är 734 millimeter. Den regnigaste månaden är september, med i genomsnitt 156 mm nederbörd, och den torraste är december, med 3 mm nederbörd.